# Xpert Eleven
Xpert Eleven är ett reklam- och VIP-medlemskapsfinansierat onlinespel utvecklat av Bonovia AB med start 2003. Bolaget bytte ägare i november 2011 och 2012 namn till Xpert Eleven AB. De nya ägarna har moderniserat spelet och lanserat det som spel på Facebook. Spelet finns idag på 18 språk och Sverige, Storbritannien och Portugal är de tre största marknaderna.

## Spelet
I Xpert Eleven är man en fotbollsmanager som styr och ställer över ett fiktivt fotbollslag. Tanken är att man ska tävla mot antingen sina vänner i en liga som man själv skapar, eller i en officiell liga mot spelare från olika delar av världen. För att kunna spela måste en liga innehålla minst sex lag. Det finns dock inga begränsningar på hur många lag som ingår i ligan. Man kan även ha lag i flera ligor.

### Manager
Som fotbollsmanager i Xpert Eleven styr och ställer man över ett lag i med- och motgång. Man har diverse arbetsuppgifter som består i bland annat att ta ut laget och ställa upp listiga taktiker. Som manager kommer att bli även att bli kontaktad av agenter som kommer att försöka sälja spelare till managern och man kan själv sälja spelare.

### Laget
Varje lag i Xpert Eleven har från början en spelartrupp på 18 spelare. Spelartruppen får sedan inte överstiga 23 spelare samt inte vara mindre än 13 spelare. Den genererade spelartrupp som man får inledningsvis består av 2 målvakter, 6 backar, 6 mittfältare och 4 anfallare. Alla spelare kan spela på alla positioner men presterar bäst på den position som spelaren föredrar att spela på.

### Spelarna
Varje spelare i Xpert Eleven har en viss skicklighet och en viss form. Skickligheten är spelarens grundkapacitet som i princip förblir oförändrad under en säsong. Efter säsongen kommer spelaren att uppdateras och då kan skickligheten höjas eller sänkas. Detta beror mycket på hur spelarens form har varit under säsongen. Vid laguttagningen är det ofta bättre att välja en spelare med hög form framför en lite skickligare spelare med låg form. Detta gäller givetvis om det inte är alltför stor skillnad i skicklighet mellan spelarna.

### Ekonomin
För att köpa spelare behöver man givetvis pengar. Den fiktiva valutan på Xpert Eleven heter "econ". Liksom i verkligheten är ett fotbollslag i Xpert Eleven beroende av sponsorer. Dels behöver laget ha en huvudsponsor och dels kan laget behöva göra lite sponsoraktiviteter ibland. Sponsorerna kommer då att betala spelarnas löner och andra kringkostnader som man inte behöver bekymra sig över. Dessutom kan de ge laget pengar som man kan använda för att köpa spelare, formträna spelare eller beställa "fultrix" (Fultrixen är lite okonventionella metoder som innebär att man kan jävlas med sina motståndare lite i syfte att försvaga deras lag. Gäller enbart i kompis- eller VIP-ligor om ligan tillåter sådana).

### VIP
VIP-medlemskap är en extra funktion som man kan köpa i form av riktiga pengar beroende på hur länge man vill vara VIP-medlem. Med ett VIP-medlemskap kan man göra saker som man i normala fall inte kan med ett vanligt medlemskap, som till exempel välja lagtröjor eller klubbmärken som andra gjort och man kan vara med i VIP-ligor. VIP-medlemskapet ger inga fördelar vad gäller spelarnas skicklighet och prestation men ger managern möjlighet att analysera och lägga upp taktiken lättare.

## Ligor
Xpert Eleven består till stor del av de officiella Xpertligorna, men också av kompisligor och så kallade "VIP-ligor". Man kan som registrerad medlem skapa kompisligor utan kostnad. Dock är alternativen begränsade om man inte är VIP.

### Xpertligor
Xpertligorna är större ligor som Xpert Eleven-utvecklarna står bakom och är öppna för alla som vill mäta sig med övriga managers på Xpert Eleven. Dessa ligor är 16 till antalet och är egentligen ett och samma ligasystem. Xpertligorna styrs av erfarna ligabossar. I Xpertligorna är det seriöst spel som gäller och fultrix är inte tillgängliga.
Det finns även en Xpertliga för damlag som heter "The Xpert Ladies". Det är bara en liga och kommer inte att efterföljas av någon mästarliga. Dock kommer från och med säsong 3 även det lag och den manager som vinner denna liga att gå till "Xpert Eleven Hall of Fame". Dam-Xpertligan "The Xpert Ladies" räknas som en kompisliga för att man ska kunna ha ett lag i en herr-Xpertliga och ett lag i dam-Xpertligan.

#### Cupen
Cupen inkluderar alltid alla lag. Seedning används de första 3 omgångarna. Därefter är cuplottningarna helt slumpade.

#### Xpert Champions League
Xpert Champions League är det slutspel där det bästa laget och bästa managern utses. Det lag och manager som vinner XCL får en plats i Hall of Fame och belöning i form av econ och VIP-medlemskap.

#### Hall of Fame
Det lag som vinner Xpert Champions League eller The Xpert Ladies kommer att bli ihågkommen i Xpert Eleven Hall of Fame.

### Kompisligor
Den som skapar en egen liga blir ligaboss för sin egen liga och bjuder in dem som ska få delta i ligan. Ligabossen styr helt och hållet över kompisligan och har bland annat befogenheter att sparka ut lag som inte sköter sig och bestämma vad som gäller för just den ligan. Det handlar om att bestämma när säsongerna ska starta och hur ofta matcherna ska spelas samt vilka regler som ska gälla i ligan. Om ligan innehåller mer än tolv lag kan ligabossen även bestämma om det ska vara flera divisioner och vilket seriesystem som skall användas. Ligabossen har dock inga fördelar när det gäller laget utan alla spelar med samma förutsättningar.

#### VIP-ligor
I VIP-ligorna får enbart de som har VIP-medlemskap spela.

## Källhänvisningar
1. ↑  ”Xpert Eleven AB”. IHJ Media Group. Arkiverad från originalet den 2 juli 2013. https://archive.is/20130702114130/http://www.121.nu/onetoone/foretag/xpert-eleven-ab. Läst 2 juli 2013.